# Lasocice (Opole)
Pour les articles homonymes, voir Lasocice.
Lasocice est une localité polonaise de la voïvodie d'Opole et du powiat de Nysa.